# Томсон, Дженнифер
Дженнифер Энн Томсон (род. 16 июня 1947, Кейптаун, Западно-Капская провинция) — южноафриканский микробиолог.
Дженнифер родилась в Кейптауне. Она получила степень бакалавра зоологии в Кейптаунском университете, степень магистра генетики в Кембриджском университете и докторскую степень в области микробиологии в Университете Родса. Томсон была научным сотрудником Гарвардской медицинской школы, лектором и доцентом кафедры генетики Витватерсрандского университета. Она создала Лабораторию молекулярной и клеточной биологии для Совета по научным и промышленным исследованиям и была её директором, затем она была профессором и заведующей кафедрой микробиологии Кейптаунского университета. После реструктуризации кафедры стала почётным профессором микробиологии кафедры молекулярной и клеточной биологии.
Её исследования были сосредоточены на выращивании кукурузы, устойчивой к африканскому эндемическому вирусу полосатости кукурузы и к засухе. Томсон была председателем и членом Южноафриканского комитета по генной инженерии, соучредителем и председателем организации «Южноафриканские женщины в науке и технике», а также вице-президентом Южноафриканской академии наук. Она является членом Королевского общества Южной Африки. Среди её наград — премия L’Oréal-UNESCO для женщин в науке и звание почётного доктора Сорбонны.